# Kolomîiți, Lebedîn
Kolomîiți (în ucraineană Коломийці) este un sat în comuna Holubivka din raionul Lebedîn, regiunea Sumî, Ucraina.

## Demografie
Componența lingvistică a localității Kolomîiți
     Ucraineană (90%)
     Rusă (10%)
Conform recensământului din 2001, majoritatea populației localității Kolomîiți era vorbitoare de ucraineană (90%), existând în minoritate și vorbitori de rusă (10%).